# Sommerstraße
Sommerstraßen sind Verkehrsversuche zur temporären Verkehrsberuhigung während der Sommermonate. Dabei findet eine Umnutzung des bislang dem motorisierten Verkehr vorbehaltenen Bereiches statt.
Sie können Teil des Shared Space-Konzepts sein, ähnlich wie auch verkehrsberuhigte Bereiche (Deutschland), Wohnstraßen (Österreich) und Begegnungszonen (Schweiz) mit dem Ziel einer Neustrukturierung und somit Aufwertung des öffentlichen Raums. Die Aufenthaltsqualität wird durch verschiedene Gestaltungselemente erhöht. Typische Gestaltungsmerkmale sind beispielsweise:
- eine zeitlich begrenzte Sperrung mit Durchfahrtsverbot für motorisierte Fahrzeuge,
- die Schaffung zusätzlicher Rad- und Fußgängerflächen und Aktivitätsbereiche,
- das Aufstellen von Sitzgelegenheiten und Schaffung von Spielmöglichkeiten sowie
- mobile Begrünung mit Pflanzenbehältnissen.

Diese Gestaltung stärkt den Fuß- und Radverkehr. Dadurch kann die Sommerstraße zur Verkehrswende beitragen und diese unterstützen.
Typischerweise werden die Sommerstraßen in Nebenstraßen der Wohnviertel eingerichtet. Die Sommerstraße liefert wichtige Informationen für die Planung einer möglichen Verstetigung und den dauerhaften Umbau zu einem verkehrsberuhigten Bereich.

## Ziele der Sommerstraße
Kernziele der Sommerstraße sind die Erhöhung der Lebensqualität und die Verbesserung des Umfelds. In Städten treten Stressfaktoren unter anderem durch soziale Isolation, extreme Bevölkerungsdichte sowie kleiner Wohnraum auf. Die Schaffung solcher Freiräume wirkt dem entgegen. Sie fördert den sozialen Austausch und öffnet den Straßenraum für andere Aktivitäten z. B. Veranstaltungen, kulturelle Programme, Freizeitaktivitäten, Gastronomie, Erholung und Sport. Die Reduzierung des motorisierten Verkehrs, inklusive Reduktion des Verkehrslärms sowie eine Luftverbesserung steigern die Qualität des urbanen Raums. Der öffentliche Raum wird lebendiger gestaltet und ermöglicht verschiedene Aktivitäten.
Inzwischen ist man von der „autogerechten Stadt“ abgekehrt und hat das klare Ziel, eine Stadt mit aktiver, nachhaltiger Mobilität zu fördern und den Verkehrsraum zu Stadtraum zu transformieren. Eine zeitgemäße Aufteilung begrenzt den motorisierten Individualverkehr, ordnet diesen dem Fuß- und Radverkehr unter und wandelt Straßen in zukunftsfähige, klimaangepasste Lebensräume. Die Einrichtung einer Sommerstraße sorgt für eine klimatische Aufwertung von Straßenbereichen und entschärft lokale Hitze-Hotspots.
Dies trägt zur Erreichung gesetzlich festgehaltener Ziele (z. B. des Berliner Mobilitätsgesetzes) bei, wie die Förderung des Umweltschutzes, die Erhöhung der Verkehrssicherheit, die Förderung der sozialen Gerechtigkeit und die Schaffung von Räumen für umweltfreundliche Verkehrsmittel.

## Beispiele erfolgreicher Anwendungen

### Rostock
In Rostock wurde von August bis Ende Oktober 2021 erstmals das Projekt „Sommerstraße ‚Am Brink‘“ durchgeführt, bei dem ein vielbefahrener Verkehrsknotenpunkt in einen verkehrsberuhigten Bereich umgestaltet wurde.
Im darauffolgenden Jahr 2022 wurde das Projekt wiederholt. Dabei sind die Erfahrungen aus der ersten Einrichtung eingeflossen und die Gestaltung angepasst, was zu einer noch positiveren Bewertung durch die Bevölkerung führte.

### Stockholm
In Stockholm wurde 2015 erstmals eine Fußgängerzone während der Sommermonate in eine Sommerstraße verwandelt und erweitert mit Pflanzen, Möbeln, Kulturprogramm und Pop-Up-Parks mit Sitzgelegenheiten. Das Ganze ist Teil einer großen Fußverkehrsstrategie. Seit 2017 gibt es verschiedene Straßen sowohl in den Innen- als auch in den Außenbezirken ergänzend zu den Fußgängerzonen, in denen von Mitte Mai bis Mitte September der Autoverkehr verboten ist.

### Wien
In Wien wurden im Sommer 2020 in 18 Bezirken sogenannte „Cool Streets“ eingerichtet und temporär für den Autoverkehr gesperrt. Im gewonnenen Straßen- und Parkraum wurden Sitzbänke, Nebelsprühduschen und ein Container mit Spielzeug zum Ausleihen aufgestellt, sodass die Straße als Raum zum Spielen, Aufhalten und Abkühlen genutzt werden konnte. Die Standorte der Straßen wurden gezielt auf Basis der Wiener Hitzekarte ausgewählt. Diese weist Orte aus, in denen es im Sommer besonders heiß wird und zudem besonders viele vulnerable Anwohner (Kinder und ältere Menschen) leben.

### München
2019 bestätigte die Stadt München die Umsetzung der Verkehrswende und damit einhergehend neue Strategien der Stadtgestaltung. Ein Aspekt ist die Schaffung saisonaler, regelmäßig wiederkehrender Maßnahmen, die die Wahrnehmung öffentlicher Räume verändern und die verschiedenen Mobilitätsbedürfnisse berücksichtigen. Diese Maßnahmen sollen als Vorbereitung für eine langfristige Umgestaltung des öffentlichen Raums dienen und es ermöglichen, dem stark verdichteten Stadtraum zusätzliche Funktionen jenseits von Verkehr oder Parken zu geben.

## Rechtlicher Rahmen
In Deutschland sind Sperrungen innerstädtischer Straßen für Kfz auf Grundlage des Straßenrechts sowie des Straßenverkehrsrechts zulässig.
Die temporäre Schließung von Straßen über mehrere Monate ist rechtlich möglich, wenn der Träger (die Kommune) die bestehende Widmung der Straße beschränkt. Dies ist nach der Verwaltungsvorschrift zu § 45 StVO, Rand-Nr. 45a, dann notwendig, wenn eine bestimmte Verkehrsart (hier: Kfz) dauerhaft von der üblichen Nutzung ausgeschlossen werden soll.
Je nach Lage und Charakter wird die Sommerstraße als verkehrsberuhigter Bereich (Zeichen 325 StVO), als Spielstraße (Zeichen 250 mit Zusatzzeichen 1010-10 StVO) oder als Fußgängerbereich (Zeichen 242 StVO) beschildert.

## Anfallende Kosten
Die konkreten Kosten hängen von der individuellen Gestaltung der Sommerstraße ab. Sie setzen sich aus verschiedenen Anteilen zusammen wie z. B.
- Organisation der Beschilderung und Absperrung (Miete und Aufstellung),
- Beschaffung von Stadtmobiliar (z. B. Parklets, Abfallbehältnisse, …),
- Beschaffung der Begrünung (Gefäße und Pflanzen) und
- Unterhaltung des Bereiches der Sommerstraße (Grünpflege, Reinigung, …).

## Umsetzung
Die Einrichtung der Sommerstraße beschränkt sich auf die wärmeren Monate, maximal April bis Oktober, da besonders bei gutem Wetter und wärmeren Temperaturen ein erhöhter Bedarf an Outdoor-Aufenthaltsmöglichkeiten besteht.
Um im Vorfeld der Einrichtung eine hohe Akzeptanz zu schaffen, sind die verschiedenen Interessensgruppen frühzeitig zielgruppenspezifisch in die Planungen einzubeziehen und vielfältige Beteiligungsformate anzubieten.
Bei der Standortwahl sind verkehrliche Faktoren zu berücksichtigen, wie die Verkehrsstärke, der ÖPNV, der Radverkehr und die Erhöhung des Parkdrucks durch den Entfall von Parkplätzen. Eine Einrichtung ist nicht möglich sofern der Straßenabschnitt Teil des ÖPNV-Verkehrs ist oder sich Zufahrten zu Tiefgaragen, sonstigen Parkplatzanlagen, Gewerbehöfen, Transportunternehmen o. ä. in dem Straßenabschnitt befinden. Bei der Planung muss berücksichtigt werden, dass Rettungsfahrzeuge weiterhin Zugang haben.
Für Gewerbetreibende kann die Sommerstraße mit Einschränkungen verbunden sein. Beispielsweise kann die Warenanlieferung nicht so flexibel ablaufen wie zuvor. Ähnlich wie in Fußgängerzonen sind Lieferzonen und -zeiten einzuhalten, um ein gefahrenfreies Bewegen für den übergeordneten Fuß- und Radverkehr zu ermöglichen. Die meisten Gewerbetreibenden, besonders die Gastronomie, profitieren von der fußgängerfreundlicheren Gestaltung und der Erhöhung der Standortqualität. Die befürchteten ökonomischen Nachteile für den Einzelhandel sind nicht nachweisbar.

## Evaluierung der Ergebnisse
Zur Auswertung des Projekts Sommerstraße als Verkehrsversuch sind qualitative und quantitative Evaluierungen und Befragungen durchzuführen. Es sind verschiedene Verkehrsdaten zu ermitteln. Zu prüfen ist, wie sich das Verkehrsverhalten verändert hat, ob die Fußgänger von der Umgestaltung profitiert haben und ob sich dadurch der Fußverkehr gesteigert hat. Ebenso sind die Auswirkungen auf das Kfz-Aufkommen und der Wegfall der Parkplätze zu analysieren.
Weiterhin ist zu untersuchen, ob die Sommerstraße den Anwohnern zugutekam und wie sich die Aufenthaltsqualität verändert hat. Die vermehrte Nutzung der Straße als Aufenthaltsraum führt zu einer Verschiebung des Verkehrslärms hin zu Freizeitlärm.
Negative Erfahrungen sind nach Beendigung des Sommerstraßen-Projektes aufzuarbeiten. Kritik, z. B. wegen Lärmbelästigung infolge nächtlicher Nutzung, ist ernst zu nehmen. Sie liefert die Grundlage für eine Verbesserung zukünftiger Sommerstraßen und bessere Anpassung an Bedürfnisse.

## Ausblick
Verkehrsversuche in verschiedenen Großstädten haben gezeigt, dass es bei der Umgestaltung Widerstände und Kritik gibt, aber dennoch bei den Evaluationen die Mehrheit der Anwohner und Nutzer die Sommerstraßen positiv sieht und eine Ausweitung (Verstetigung, Wiederholung oder mehr Standorte) für wünschenswert hält.
Mit einem Anstieg der Anzahl an Sommerstraßen ist zu rechnen, da die Anforderungen der Bevölkerung sich im Hinblick auf die Gestaltung einer Straße hin zu fuß- und radverkehrsfreundlichen Lösungen orientieren. Verkehrsberuhigte Bereiche werden für Aufenthaltszwecke besser nutzbar.
Diese geänderten Anforderungen schlagen sich auch in den „E Klima 2022“ der Forschungsgesellschaft für Straßen- und Verkehrswesen nieder. Die FGSV betont darin, dass künftig der Fuß- und Radverkehr in den Entwurfsregelwerken für Stadtstraßen gegenüber dem motorisierten Verkehr bevorzugt wird.
In der Bevölkerung ist mit einem vermehrten Bedarf an Sommerstraßen und kontinuierlich wachsender Zustimmung zu rechnen. So kann z. B. nach erfolgreicher Erprobung einer Sommerstraße im Wiederholungsfall eine Vergrößerung des umgestalteten Straßenabschnitts vorgesehen werden. Die Sommerstraße kann auf diese Weise sukzessive hin zu einer Anwohnerstraßen-übergreifenden Lösung entwickelt werden. Im Ergebnis können durch das Verbinden mehrerer Sommerstraßen ganze verkehrsberuhigte Kieze entstehen, die Anreize für eine Nutzung von nachhaltigen Mobilitätsmöglichkeiten geben, das Wohnumfeld verbessern und so eine relevantere Rolle bei der Verkehrswende spielen.